# Дон Карлуш I (бронепалубен крайцер, 1898)
„Дон Карлуш I“ (на португалски: Dom Carlos I) е бронепалубен крайцер на португалските ВМС от края на 19 век. Принадлежи към т.нар. елсуикски крайцери, строени за износ от британската компания Sir W.G. Armstrong & Company („Армстронг“). Той е вариант на крайцера „Йошино“, построен от „Армстронг“ за японския флот. През 1910 г. е преименуван на „Алмиранте Рейс“ (на португалски: NRPAlmirante Reis). Смята се за най-знаменития крайцер в историята на португалския флот.

## Проектиране
Програмата на португалските ВМС, приета на 20 март 1890 г., предвижда освен всичко останало строеж на 10 крайцера. При това малките кораби са предназначени за колониите, а големите следва да са базирани в Лисабон, защитавайки столицата, а също и за изпълняване на задачи в чужбина. Като образец за големите съдове португалското военноморско ръководство избира крайцерите на „Армстронг“, привлекателни със съчетаването на високи характеристики и умерена цена.
Изначално е планирано поръчка в Италия на крайцер с водоизместимост 3600 тона по образец на „елсуикските“, но морският министър Жасинту Кандиду да Силва издейства поръчката на крайцера да е непосредствено на британския производител. Предполага се корабът да е по образец на нашумелия във военноморските кръгове японски крайцер „Йошино“, също производство на „Армстронг“. Предварителната поръчка Португалия прави през януари 1896 г., а официалният договор е подписан през януари 1897 г., когато вече крайцерут е на стапелите в строеж. Екипажът на крайцера пристига във Великобритания на 21 юни 1899 г., а на 8 юли 1899 г. корабът вдига военноморския флаг и потегля за Португалия.

## Конструкция
Конструкцията на „Дон Карлуш I“ като цяло повтаря „Йошино“, но с някои особености. Така например крайцерът, за първи път в практиката на „Армстронг“, получава водотръбни котли, като в конкретния момент това са най-мощните водотръбни котли в света, от всички построени тогава кораби. Планираната скорост е 20 възела при мощност от 8000 к.с. и 22 възела при мощност 12 500 к.с. Фактически на изпитанията крайцерът развива 20,64 възела при мощност 8000 к.с. и 22,18 възела при мощност 12 684 к.с. Нормалният запас въглища е двойно по-голям от този на „Йошино“ – 700 тона към 350 тона, максималният достига 1000 тона.

## История на службата
Като най-мощен и съвременен крайцер в португалския флот „Дон Карлуш I“ активно се използва за показни мисии в други страни. През януари 1900 г. кралският двор избира крайцера за своя яхта за посещението си на Мадейра. На 9 април 1900 г. „Дон Карлуш I“ отплава за Бразилия, където представлява Португалия на тържествата в чест на 400-годишнината от откриването на Южна Америка. В Рио де Жанейро е посетен от бразилския президент Мануел Ферас ди Кампус Салис. През август 1900 г. корабът посещава Ферол, където на борда му се качва кралското семейство на Испания. През октомври 1900 г. „Дон Карлуш I“ доставя в Порто кралския двор на Португалия за откриването на паметника на Енрике Мореплавателя.

## Коментари
1. ↑  На приложената фотография към статията е показан явно не португалския крайцер „Дон Карлуш I“ (близък по кострукция на „Йошино“ с полубак и полуют), а кораб с гладкопалубен корпус и оръдия голям калибър в краищата – най-вероятно, един от испанските броненосни крайцери тип „Принцеса де Астуриас“.
2. ↑  Префиксът „NRP“ е от на португалски: Navio da República Portuguesa (Кораб на Португалската република).